# Шустер, Дирк
Дирк Шустер (нем. Dirk Schuster; род. 29 декабря 1967, Карл-Маркс-Штадт) — немецкий футболист и футбольный тренер. Как игрок выступал на позиции защитника за клубы ГДР, объединённой Германии, Турции и Австрии, играл за сборные ГДР и Германии. Тренировал ряд клубов Германии, наибольших успехов добился с «Дармштадтом». Главный тренер грузинского клуба «Торпедо» (Кутаиси).

## Игровая карьера
Дирк Шустер является воспитанником футбольного клуба «Карл-Маркс-Штадт». За этот клуб выступал его отец, Эбергард Шустер, сам Дирк играл только за вторую команду. В 1986 году он покинул клуб и перешёл в «Заксенринг», за который выступал во второй лиге ГДР. Выступлениями за этот клуб, а также игрой за юношескую сборную ГДР на победном для неё чемпионате Европы 1986 года и за молодёжную сборную на чемпионате мира 1987 года, где его команда выиграла бронзовые медали, Шустер заслужил приглашение в «Магдебург» весной 1988 года. За этот клуб он два с половиной сезона отыграл в чемпионате ГДР.
В 1990 году Шустер успел принять участие в четырёх матчах сборной ГДР, а после объединения Германии перешёл в западногерманский клуб «Айнтрахт» из Брауншвейга, игравший во Второй Бундеслиге. Одного сезона Шустеру хватило, чтобы его заметили и пригласили в «Карлсруэ». Там он на протяжении шести лет был основным защитником, сыграл 167 матчей в Бундеслиге, в 1994 и 1995 годах приглашался в сборную Германии, за которую сыграл три матча.
В 1997 году Шустер ушёл в «Кёльн», с которым в первом же сезоне вылетел из Бундеслиги и ещё год играл во Второй Бундеслиге. В 1999 году он уехал в Турцию, где сезон выступал за «Антальяспор», затем полгода провёл в австрийском «Адмира Ваккер Мёдлинг». Вернувшись в 2001 году в Германию, Шустер два года поиграл во Второй Бундеслиге за «ЛР Ален». Последние пять лет игровой карьеры он провёл в региональных лигах Германии, выступая за «Вильгельмсхафен», «Вальдхоф», «Дурлах» и «Алеманию» из Вильфердингена. В 2007 году Шустер завершил игровую карьеру.

## Тренерская карьера
Первый опыт тренерской работы Шустер получил в ноябре 2006 года, когда в течение нескольких месяцев тренировал клуб пятого дивизиона «Дурлах», за который одновременно выступал как игрок. После завершения игровой карьеры он окончил тренерские курсы в Немецком спортивном университете Кёльна, был лучшим выпускником на своём курсе. В 2009 году он возглавил клуб региональной лиги «Штутгартер Киккерс» и в 2012 году вывел его в Третью лигу. Однако в ноябре 2012 года после серии из шести игр без побед Шустер был уволен.
Уже в декабре 2012 года Шустер возглавил другой клуб Третьей лиги, «Дармштадт 98», находившийся в тот момент на дне турнирной таблице. Несмотря на то, что клуб финишировал в сезоне 2012/13 на третьем месте с конца, он остался в лиге вместо «Киккерса» из Оффенбаха, который не сумел получить лицензию на будущий сезон. По итогам сезона 2013/14 Шустер вывел «Дармштадт» во Вторую Бундеслигу, а ещё через год — в первую Бундеслигу. В сезоне 2015/16 «Дармштадт» играл в Бундеслиге впервые за 33 года и сумел занять 14-е место, избежав вылета. Общий прогресс команды Шустера, сумевшей за три года подняться от статуса аутсайдера Третьей лиги до команды Бундеслиги, принёс ему в 2016 году награду лучшему тренеру года в Германии.
После выдающихся результатов с «Дармштадтом» Шустер перед началом сезона 2016/17 заключил трёхлетний контракт с «Аугсбургом». Однако он проработал с командой лишь полгода и был уволен 14 декабря 2016 года, когда клуб шёл на 13-м месте в Бундеслиге. 11 декабря 2017 года Шустер вновь возглавил «Дармштадт», к этому моменту уже вылетевший во Вторую Бундеслигу и занимавший место в нижней половине турнирной таблицы. Ему удалось сохранить для команды место в лиге, но уже в следующем сезоне клуб вновь боролся за выживание. 18 февраля 2019 года, когда «Дармштадт» находился вблизи зоны вылета, Шустер был уволен.
26 августа 2019 года Шустер был назначен главным тренером клуба «Эрцгебирге», также выступавшего во Второй Бундеслиге. В этой должности он проработал два сезона, в первом из которых его команда стала седьмой, а во втором заняла лишь 12-е место. 28 мая 2021 года тренер покинул клуб.
В мае 2022 года Шустер был назначен главным тренером клуба Третьей лиги «Кайзерслаутерн», который занимал третье место в турнирной таблице и должен был играть в матчах плей-офф за право на повышение в классе. Поскольку в концовке сезона клуб потерпел три поражения подряд, предыдущий тренер был уволен, а на его место назначили Шустера, которому удалось обыграть в плей-офф «Динамо» из Дрездена и вывести клуб во Вторую Бундеслигу.
В феврале 2025 года стал главным тренером кутаисского «Торпедо».